# Donghae-myeon, Goseong-gun
Donghae-myeon (koreanska: 동해면) är en socken i kommunen Goseong-gun i provinsen Södra Gyeongsang i den södra delen av Sydkorea, 310 km söder om huvudstaden Seoul.